# Ceidae

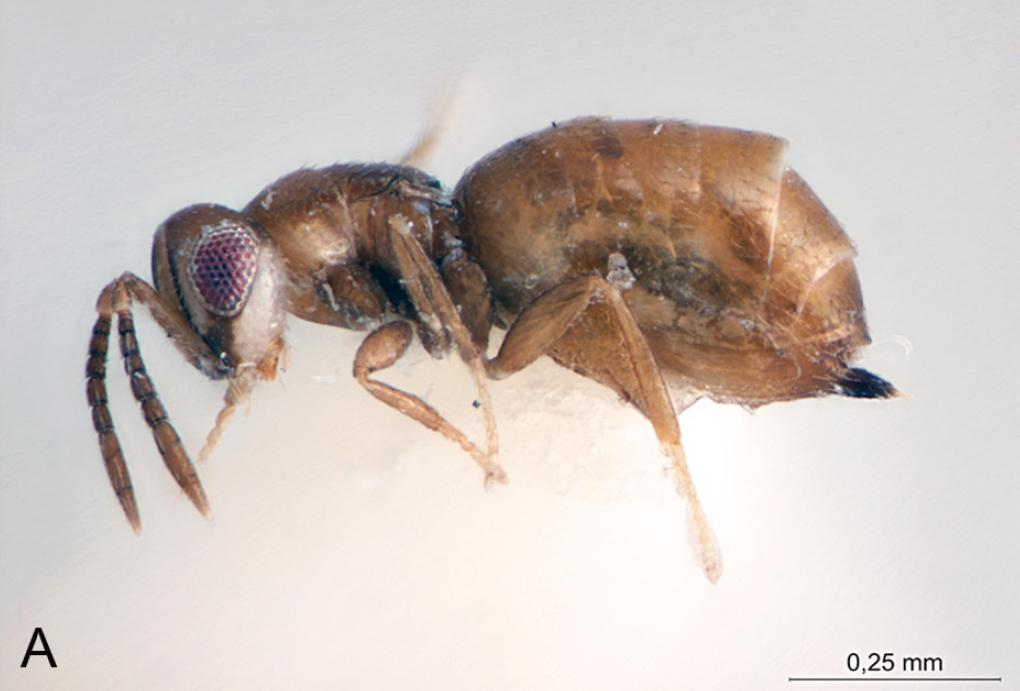
Самка Bohpa maculata

Ceidae (лат.) — семейство паразитических наездников из надсемейства Chalcidoidea отряда перепончатокрылые насекомые. Известно около 20 видов и 3 рода. До 2022 года в статусе подсемейства Ceinae из семейства Pteromalidae.

## Описание
Длина около 1 мм. Отличаются низким местом прикрепления усиков у боковых краёв клипеуса. Проподеальные дыхальца расположены на середине расстояния между передним и задним краем заднегруди. Парапсидальные борозды полные. Паразитоиды личинок минирующих листья двукрылых насекомых (Diptera) из семейств минирующих мушек (Agromyzidae) и плодовых мушек (Drosophilidae). Известны ископаемые находки рода Spalangiopelta из доминиканского и балтийского янтарей.
Антенны с 12 члениками жгутиками, включая маленький 4-й клавомер. Глаза не расходятся вентрально. Клипеус с поперечной субапикальной бороздкой. Лабрум субпрямоугольный и открытый, с краевыми волосками в ряд. Мандибулы с 2 зубцами. Субфораминальный мост с постгенами, разделенными нижним тенториальным мостом, за исключением небольшого постгенального моста дорсальнее гипостомы. Мезоскутеллум с уздечкой, обозначенной по крайней мере латерально, и с аксиллярной бороздой. Мезоплевральная область без расширенного акроплеврона. Проподеум с маленьким и круглым дыхальцем, отделенным от переднего проподеального края более чем на собственную длину. Все ноги с 5 тарзомерами; шпора передних ног длинная и изогнутая; базитарзальный гребень продольный. Метасома с синтергумом, поэтому без эпипигиума.

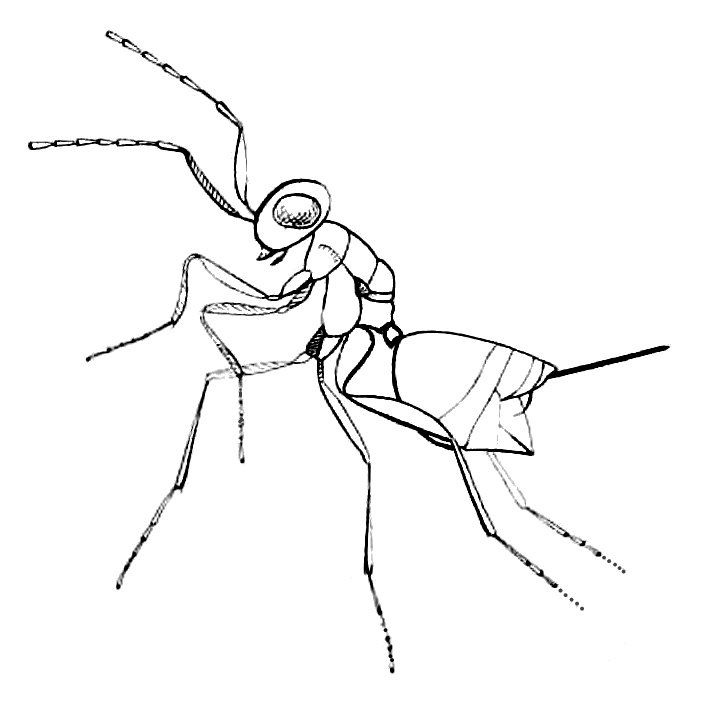
Cea pulicaris

## Систематика
3 рода и около 20 видов. Группа впервые была выделена в 1961 году чехословацким гименоптерологом Зденеком Боучеком (Z.Boucek, Прага) в ранге трибы Ceini (статус отдельного подсемейства был дан в 1964 году). В ходе молекулярно-генетического исследования группа Ceinae признана монофилетичной.
В 2022 году в ходе реклассификации птеромалид это крупнейшее семейство хальцидоидных наездников было разделено на 24 семейства и подсемейство Ceinae выделено в отдельное семейство Ceidae.
- Bohpa Darling, 1991
  - Bohpa maculata Darling, 1991 — Южная Африка[11]
- Cea Walker, 1837
  - Cea pulicaris Walker, 1837 — западная Палеарктика
- Spalangiopelta Masi, 1922[12] — западная Палеарктика, Неарктика, Неотропика